# Doldenhornhütte
Die Doldenhornhütte ist eine Berghütte des Schweizer Alpen-Clubs (SAC) im Kanton Bern in der Schweiz.
Die Hütte liegt oberhalb von Kandersteg auf 1915 m ü. M. Höhe zu Fusse des namengebenden Doldenhorns. Sie ist vom Kandersteger Bahnhof in guten 2½ Stunden zu erreichen, wobei sich zwei verschiedene Wegstrecken anbieten, die ab dem unteren Biberg vereint zur Hütte führen. Die Hütte ist aufgrund der Nähe zum Pfadfinderzentrum Kandersteg ein beliebter Übernachtungspunkt für Pfadfindergruppen auf ihren Wanderungen.
Die Hütte wurde 1897 gebaut, ging im Jahr 1902 an die Sektion Emmental und wurde 1926 als Steinbau „wiederhergestellt“. 1943 wurde die Hütte erweitert.
Im Sommer 2025 wird die Hütte erneuert und ist daher geschlossen.

## Touren
Als Tourenmöglichkeit von der Doldenhornhütte wird natürlich das Doldenhorn angegeben sowie eine Bergtour zu den Gipfeln des Innere Fisistock, 2788 m, und des Üssere Fisistock, 2947 m.

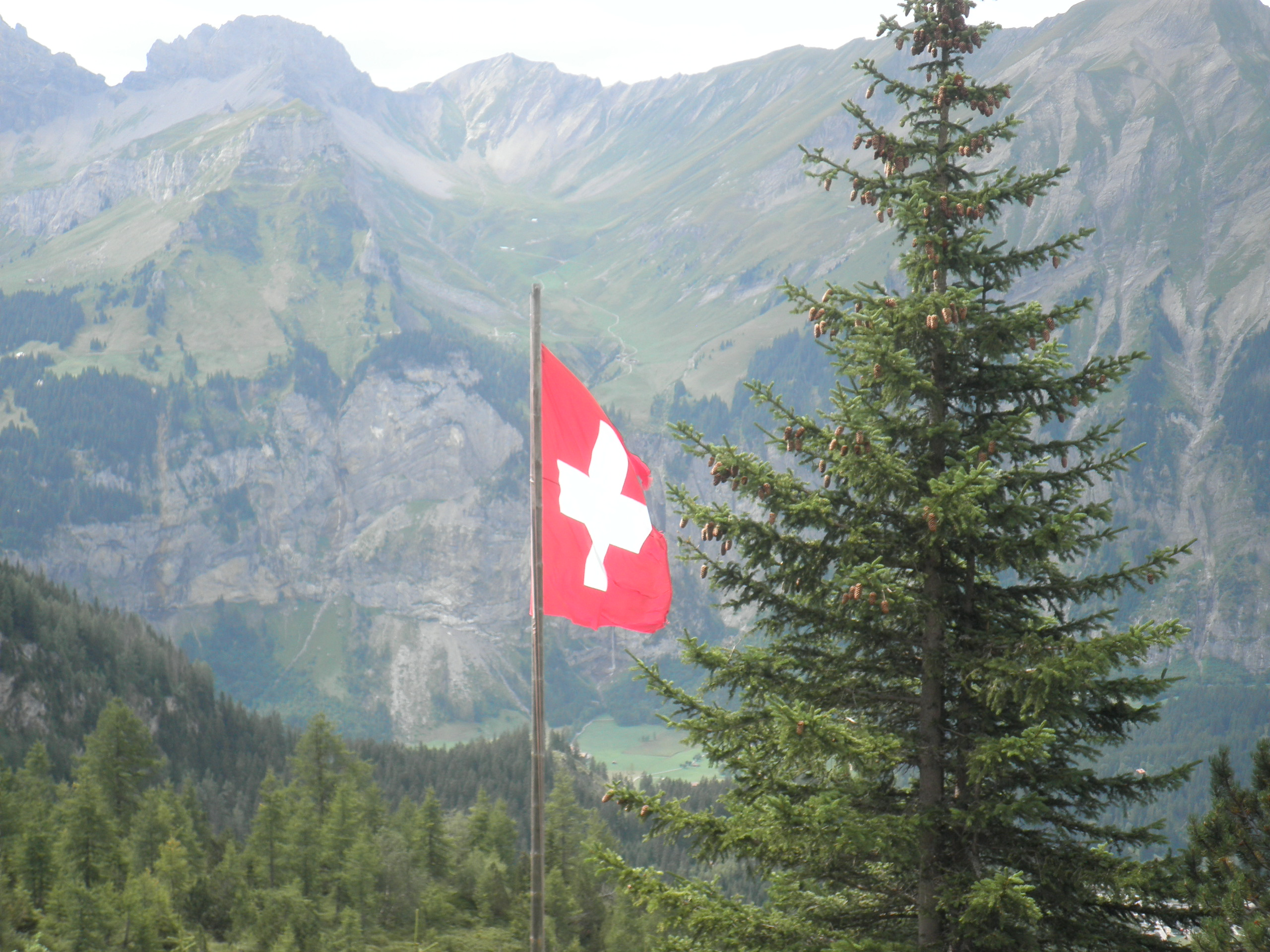
Aussicht von der Doldenhornhütte in Richtung Allmenalp
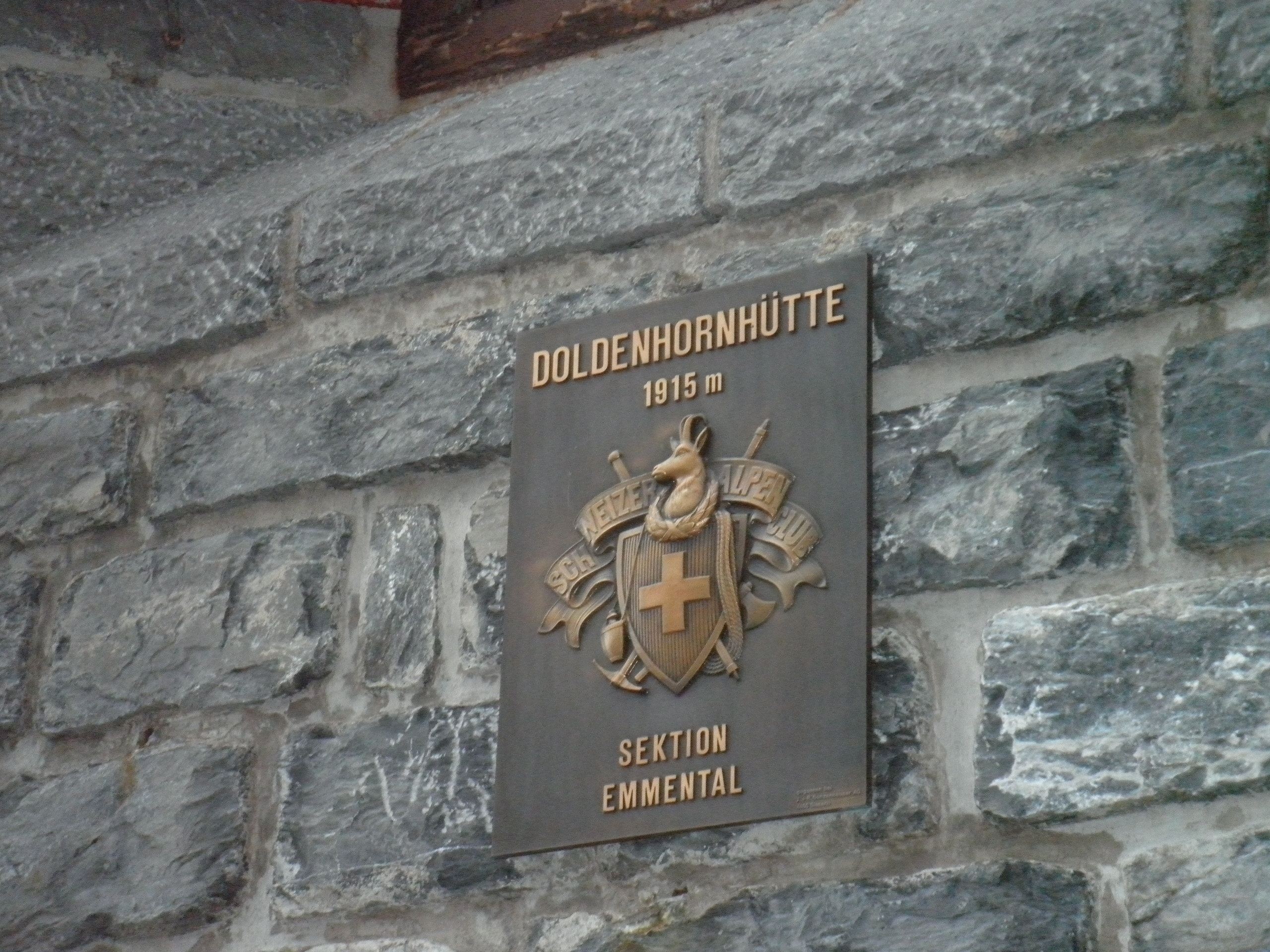
Das Türschild der Doldenhornhütte der SAC Sektion Emmental